# 纳日和索洛尔格
纳日和索洛尔格（法語：Nages-et-Solorgues，法語發音：[naʒ e sɔlɔʁɡ]）是法国加尔省的一个市镇，位于该省中南部，属于尼姆区。

## 地理
纳日和索洛尔格（43°47'27"N, 4°13'48"E）面积6.18 平方千米，位于法国奧克西塔尼大區加尔省，该省份为法国南部沿海省份，南端濒地中海，北起顺时针与阿尔代什省、沃克吕兹省、罗讷河口省、埃罗省、阿韦龙省和洛泽尔省接壤。
与纳日和索洛尔格接壤的市镇（或旧市镇、城区）包括：贝尔尼斯、布瓦西耶尔、卡尔维松、朗格拉德、圣迪奥尼西、于绍。

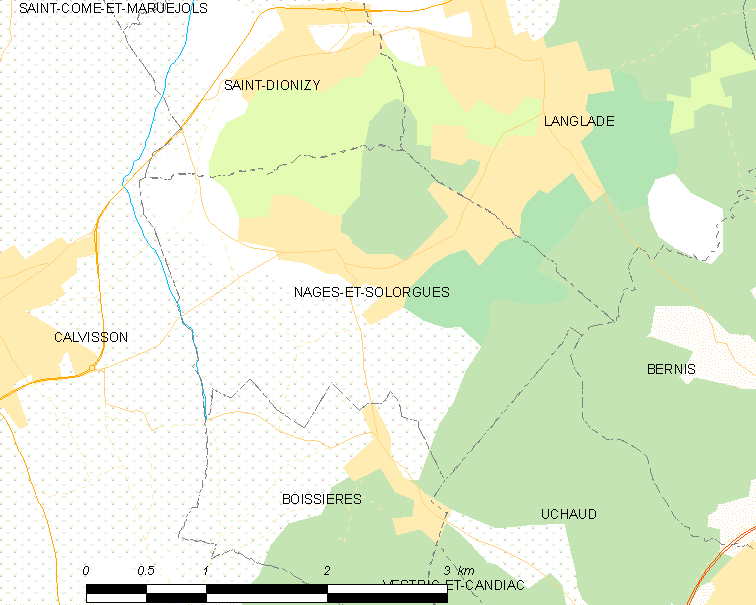
纳日和索洛尔格的OSM定位图

纳日和索洛尔格的时区为UTC+01:00、UTC+02:00（夏令时）。

## 行政
纳日和索洛尔格的邮政编码为30114，INSEE市镇编码为30186。

## 政治
纳日和索洛尔格所属的省级选区为卡尔维松县。

## 人口

1962-2008年间纳日和索洛尔格人口变化图示

纳日和索洛尔格于2022年1月1日时的人口数量为2160人。